# جورج إس. موريسون
جورج إس. موريسون (بالإنجليزية: George S. Morison)‏ هو مهندس مدني ومهندس أمريكي، ولد في 19 ديسمبر 1842 في نيو بدفورد في الولايات المتحدة، وتوفي في 1 يوليو 1903 في نيويورك في الولايات المتحدة.